# Erik Enroth

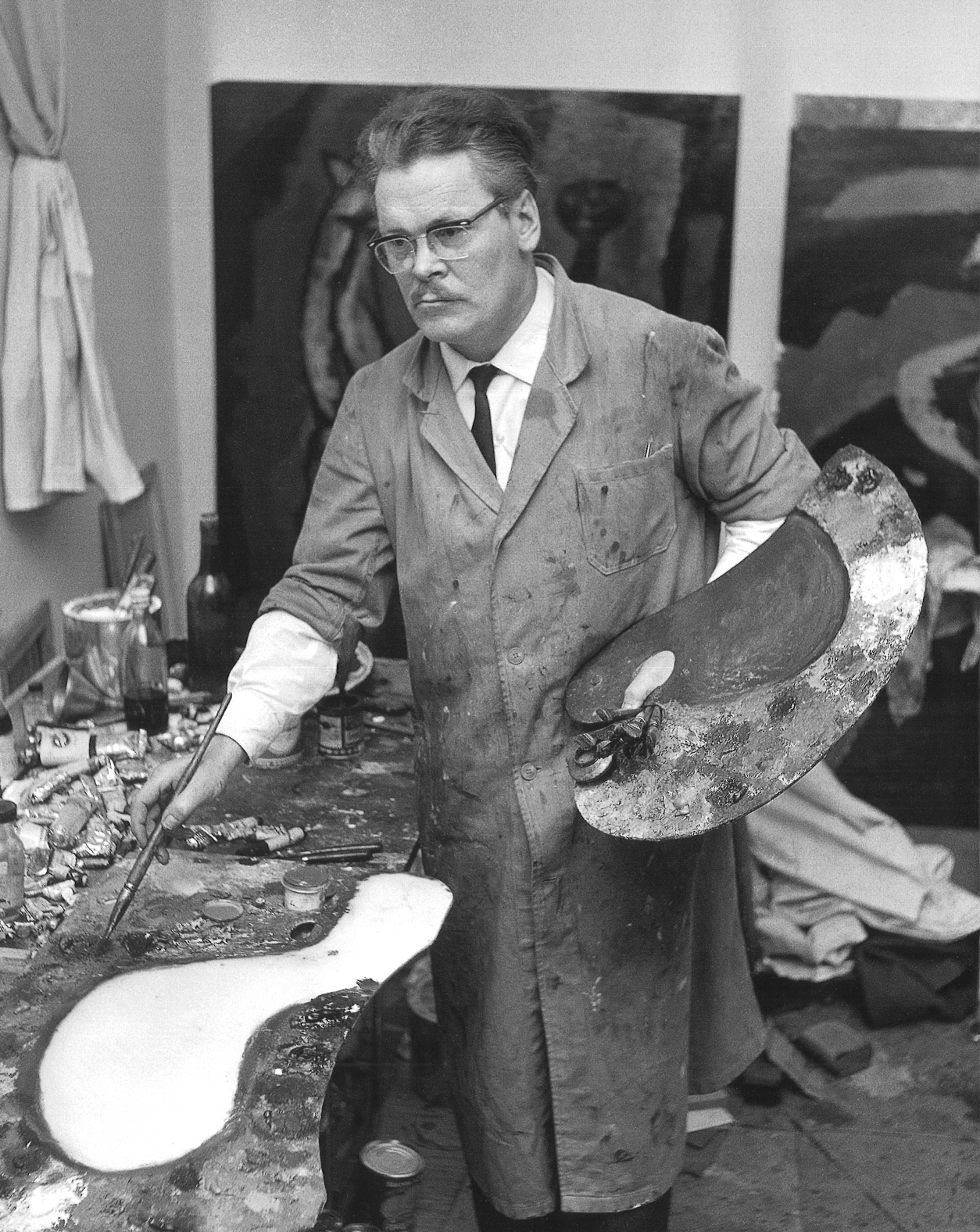
Erik Enroth.

Erik Sigfrid Enroth, född 11 december 1917 i Helsingfors, död där 16 april 1975, var en finländsk målare, tecknare och grafiker. 
Enroth inledde 1938 sina studier vid Finska konstföreningens ritskola och slutförde dem – sedan skolan ändrat namn – vid Finlands konstakademis skola 1945, samt vid Kungliga Konsthögskolan i Stockholm och hos André Lhote i Paris. Han blev en av den finländska efterkrigstidens intressantaste och viktigaste konstnärspersonligheter. Han var ända in i det sista en sällsynt dynamisk konstnärspersonlighet och gjorde sig tidigt känd som en kraftfull målare med en glödande färgskala och en monumental helhetssyn som mest typiska drag. 
Efter andra världskriget förändrades Enroths kubistiskt underbyggda måleri i mera expressionistisk riktning, dukarna blev större och färgerna intensivare. Den sociala kritiken utgjorde en viktig underton i hans konstnärliga skapande, vilket även inverkade på motivvalet; han målade med förkärlek människor i bland annat det industriella livet, cirkusvärlden och idrotten. Han utförde också stilleben, stadsbilder och landskap samt monumentalmålningar för ett flertal företag och institutioner. Han utgav även en diktsamling, Hornkarlens sånger (1950). Han tilldelades Pro Finlandia-medaljen 1963.
Enroth var gift med Sara Hildén, vars stiftelses museum i Tammerfors äger en betydande samling av hans arbeten från åren 1945–1963. Av dessa ordnade museet en utställning 1980 och utgav en katalog med texter av Soili Sinisalo och Timo Vuorikoski samt en detaljerad biografi över Enroth åren 1917–1963.